# Mijaíl Iósifovich Gurévich
Mijaíl Iósifovich Gurévich (en ruso Михаи́л Ио́сифович Гуре́вич) ; * 31 de diciembre de 1892/12 de enero de 1893 en Rubanshchina ; † 25 de noviembre de 1976 en Leningrado), constructor aeronáutico soviético.

## Biografía
Nacido en una familia judía dedicada a hacer reparaciones y tareas de mantenimiento en las bodegas de la pequeña ciudad de Rubanshchina (región de Járkov), en 1910 se gradúa en la escuela secundaria de Ajtyrka, obteniendo una medalla de plata, ingresando a continuación en el departamento de matemáticas de la Universidad de Járkov. Tras un año de estudios, es expulsado de la universidad y obligado a abandonar la región por haber participado en actividades revolucionarias, por lo que decide trasladarse a Francia y continuar su educación en la Universidad de Montpellier.
Durante una visita a su familia en el verano de 1914, estalla la Primera Guerra Mundial. Esto y más tarde la guerra civil rusa interrumpiría su educación, que retomaría años más tarde volviendo a la Universidad de Járkov, donde se gradúa en 1925 con un diploma en Física y Matemáticas, trabajando como ingeniero para la compañía estatal "Calor y Energía".
En 1929 Gurevich se traslada a Moscú e ingresa en la oficina de estudios de Polikarpov, la OKB-1. En 1937 dirige uno de los equipos de diseño y en 1939 se pone al frente de la OKB, compartiendo las labores de dirección con Artiom Mikoyán. Comienza entonces una cooperación fructífera, que dio como resultado unos aviones de combate de excelentes prestaciones, los MiG. En 1958 pasa a dirigir en solitario la OKB, permaneciendo en el cargo hasta 1964, año en el que recibió un doctorado en ciencias.
Gurevich sentó las bases matemáticas que propiciaron el éxito de la OKB Mikoyan-Gurevich. Gracias a sus cálculos, los aviones MiG tenían unas excelentes prestaciones en cuanto a ascenso y altitud máxima de vuelo, en especial a altas velocidades.
Como recompensa por sus trabajos, recibió la Orden de Lenin y fue nombrado Héroe del Trabajo Socialista. Recibió también el Premio Stalin en 1941 (por el MiG-1) y en 1947, 1948 y 1949. 
Nota: Las fechas dobles indican en primer lugar la fecha según el calendario juliano en vigor hasta la Revolución de Octubre (1917) y en segundo lugar, la fecha según el calendario gregoriano, utilizado en los países occidentales desde los siglos XVI / XVIII.
- Datos: Q353552
- Multimedia: Mikhail Gurevich / Q353552